# 乳豆属
乳豆属（学名：Galactia）是蝶形花科下的一个属，为草质、缠绕藤本植物。该属共有约60余种，分布于热带和亚热带地区。